# Ахуново (Учалинский район)
Аху́ново (баш. Ахун) — село в Учалинском районе Республики Башкортостан Российской Федерации. Административный центр Ахуновского сельсовета. Согласно переписи 2020 года население составляло 2406 человек.

## География
Стоит на реке Кидыш и её притоках Гульмагар, Ереклы.

### Географическое положение
Расстояние до:
- районного центра (Учалы): 25 км,
- ближайшей железнодорожной станции (Учалы): 30 км.

### Уличная сеть
- Ахуновская улица есть в селе Буйда и в микрорайоне Южном города Учалы.

## История
На территории села расположен средневековый мегалитический комплекс.

## Население
| 2002 | 2009  | 2010  |
| ---- | ----- | ----- |
| 2610 | ↗2852 | ↘2449 |

Национальный состав
Согласно переписи 2021 года, преобладающие национальности — татары (83 %), согласно переписи 2002 года, татары составляли 59 %, башкиры 39 %.

## Инфраструктура
Личное подсобное хозяйство с зоной сельскохозяйственного использования, индивидуальная застройка усадебного типа.
Основа экономики — сельское хозяйство. Сельский дом культуры, краеведческий музей, средняя школа имени Усманова Гайсы Муртазовича, участковая больница.

## Транспорт
Остановка общественного транспорта «Ахуново» расположена в центре села.

## Религия
В селе есть мечеть, памятник истории, построена в 1790 году.

## Известные уроженцы, жители
- Амиров, Алмас Хадисович (род. 1968) — советский башкирский певец.
- Галеев, Виль Бареевич (род. 1932) — советский и российский инженер.
- Галиев, Галиб Бариевич (род. 1947) — советский и российский инженер.
- Даушев, Ахмет Галяутдинович (07.01.1929 - 15.10.1992) - врач, хирург-уролог, краевед.
- Кадырова, Зифа Абдулвалиевна (род. 1958) — татарская писательница.
- Кадырова, Назифа Жаватовна (род. 1954) — татарская и башкирская певица.
- Кровко, Пётр Михайлович (1911—1992) — советский военнослужащий, Герой Советского Союза.
- Габдрахман Расулев (1889—1950) — мусульманский религиозный деятель.
- Усманов Гайса Муртазович (1925—2005), заслуженный учитель школы БАССР, участник Великой Отечественной войны.